# Eugène Grébaut
Eugène Grébaut, né le 1er juin 1846 à Paris (6e arrondissment ancien), mort le 8 janvier 1915 à Romainville, est un égyptologue français.
Célibataire, il repose à l'ancien cimetière de Romainville (1re division) auprès de ses parents.
Son aïeul et son oncle paternels ont été maires de Courbevoie.

## Carrière
En 1883, et jusqu'en 1886, il succède à Eugène Lefébure à la direction de l‘Institut français d'archéologie orientale, créé par Gaston Maspero en 1880. Il est l'auteur de « Hymne à Ammon-Ra des papyrus égyptiens du Musée de Boulaq ».
Il a été l'un de ceux qui ont désensablé le grand sphinx du plateau de Gizeh :

« Au début de l'année 1887, la poitrine, les pattes, le dos et l'autel ont été découverts. Des séries de marches ont été désensablées et finalement des mesures précises ont été prises du Sphinx. La hauteur du bas des marches faisait trente mètres et l'espace entre les pattes du sphinx environ dix mètres soixante-dix et trois mètres de large pour ces pattes. Il s'y trouvait à l'époque un autel et une stèle remontant au pharaon Thoumôsis IV a été découverte, se référant à un rêve du pharaon, qui lui ordonnait de désensabler le sable qui recouvrait le Sphinx »

— S. Rappoport.
En 1886, il prend la succession de Gaston Maspero à la tête du Service des antiquités de l'Égypte créé par Auguste Mariette en 1858, laissant la direction de l'IFAO à Urbain Bouriant.
En 1890, il exhume de la cachette de Deir el-Bahari les momies des prêtres-rois. Il en ramène deux papyrus : celui de Kamara, femme de Pinedjem Ier, écrit en hiéroglyphes ; l'autre, celui de Neskhons, nièce et femme de Pinedjem II, écrit en hiératique.
En 1892, il cède sa place à Jacques de Morgan.

## Publications
- Hymne à Ammon-Ra : des papyrus égyptiens du musée de Boulaq, Paris, A. Franck, 1874